# Werhuliwka
Werhuliwka (ukrainisch Вергулівка; russisch Вергулёвка/Werguljowka) ist eine Siedlung städtischen Typs im Westen der ukrainischen Oblast Luhansk mit etwa 1300 Einwohnern.
Der Ort gehörte bis 2020 administrativ zur Stadtgemeinde der 15 Kilometer nordöstlich liegenden Stadt Brjanka, die Oblasthauptstadt Luhansk befindet sich 59 Kilometer östlich des Ortes, südlich des Ortes fließt der Fluss Losowa (Лозова).
Der Ort trug früher den Namen Manujliwka (Мануйлівка) und wurde 1959 zu einer Siedlung städtischen Typs erhoben, seit Sommer 2014 ist der Ort im Verlauf des Ukrainekrieges durch Separatisten der Volksrepublik Lugansk besetzt.

## Verwaltungsgliederung
Am 12. Juni 2020 wurde die Siedlung ein Teil der neugegründeten Stadtgemeinde Kadijiwka, bis war die Siedlung ein Teil der Siedlungsratsgemeinde Juschna Lomuwatka als Teil der Stadtratsgemeinde Brjanka direkt unter Oblastverwaltung stehend.
Am 17. Juli 2020 wurde der Ort ein Teil des Rajons Altschewsk.